# Once Around the Sun
Once Around the Sun is een album met klassieke muziek gecomponeerd door Joby Talbot, uitgebracht in 2005 door Sony BMG.

## Achtergrond
De Britse Classic FM noemde Talbot de eerste vaste componist. Tijdens zijn residentie creëerde Talbot elke maand een nieuw stuk klassieke muziek, gecomponeerd voor maximaal vijf instrumenten. De composities gingen in première en op de afspeellijst op Classic FM. De twaalf composities maken deel uit van een groter stuk dat op 21 mei 2005 op compact disc verscheen als Once Around the Sun.
De cd bevat ook bonustracks van Billiardman.

## Tracklijst
- 1. "January: A Yellow Disc Rising From The Sea"
- 2. "February: The Arctic Circle"
- 3. "March: Seed Capsule"
- 4. "April: The First Day of Summer"
- 5. "May: Cumulonimbus"
- 6. "June: Transit of Venus"
- 7. "July: Hovercraft"
- 8. "August: Cloudpark"
- 9. "September: The Last Day of Summer"
- 10. "October: Cerberus"
- 11. "November: Eleven"
- 12. "December: Polarisation"

### Bonustracks
- 13. "Iliac Crest" (Billiardman)
- 14. "Dead Space" (Billiardman)
- 15. "Incubator" (Billiardman)

## Bezetting
- Joby Talbot – piano
- Rob Farrer – percussie
- Manon Morris – harp
- Everton Nelson – viool
- Chris Worsey – cello